# Морозова-Порайко Надія Дмитрівна
Морозова (у шлюбі Морозова-Порайко) Надія Дмитрівна (8 вересня 1891, Санкт-Петербург — ?) — українська радянська науковиця, дружина українського радянського діяча Василя Порайка.

## Життєпис

### Походження
Народилась 8 вересня 1891 року в родині запасного писаря начальника Везенбергського повітового військового управління, унтер-офіцера Дмитра Олексійовича Морозова (росіянин) і його дружини, швачки Анни Іванівни (Іоганівни) Морозової (за походженням естонка). В офіційних біографіях стверджувала, що батько був співробітником Балтійської залізниці і помер в 1901 році . 
Хрещення Надії Морозової відбулось 14 вересня того ж року в Свято-Троїцькому Ізмайловському Соборі .
Дещо пізніше, в родині з'явилась ще одна дочка — Валентина. На початку XX століття родина переїхала в одне з сіл поблизу міста Устюг (нині Великий Устюг) Вологодської губернії Російської імперії. 

### Освіта і кар'єра
В 1911 — 1912 рр. — інспектор, завідуюча вчителька (директор) П'ятинського земського училища Устюгського повіту (4-й район у адміністративному поділі інспектора міністерства народної просвіти на території Вологодської губернії).
В 1915 — 1916 рр. навчалась на вищих жіночих курсах в Петрограді. 21 березня 1916 року завершила навчання зі срібною медаллю (диплом 2-ї степені). 28 серпня 1919 року поступила в Третій Петроградський педагогічний інститут, який закінчила на початку 1920 р. 
В 1917 — 1920 рр.  — вчителька російської мови у Петроградській трудовій школі № 17. 
В 1920 — 1921 рр.  —  інструктор освіти по Петроградському району Петрограду. 
В 1925 р. Н. Морозова при вступі на аспірантуру до науково-дослідного інституту педагогіки в Харкові змінила свій рік народження з 1891 на 1893 р. 
Ймовірно це пов'язано з тим, що у квітні 1920 року вона потрапила в польський полон під час переходу 2-ї і 3-ї бригад ЧУГА на бік Дієвої армії УНР. 
У спогадах контррозвідника, полковника армії УНР Миколи Чеботаріва, Надія Морозова в червні-липні 1920 року перебувала в ув'язненні в польській тюрмі в Тернополі. За яких обставин вона потрапила туди і коли була звільнена — невідомо . 
Хоч і в офіційних документах Морозова була відправлена в Україну в грудні 1920 року, з її ж слів шлюб з Порайком було укладено раніше. Дана деталь свідчить, що і її виключення з лав компартії в 1921 році могло відбутись не за партійних чисток, а з інших вагомих причин.  
З 1923 року працювала інспектором наркомату освіти УСРР.
В 1925 — 1932 рр. — з відривом від виробництва навчалась на аспірантурі Харківського науково-дослідного інституту педагогіки.   
Активно займалась проблемами соціалістичного виховання, експериментальною педагогікою  і дошкільною освітою .  
В 1932 році завершила навчання, отримавши звання наукового співробітника і ступінь кандидата педагогічних наук .  
До червня 1937 року  — редактор відділу дошкільної літератури у видавництві НКО «Радянська школа» .  

### Життя опісля арешту чоловіка
13 серпня 1937 року в Києві був арештований Василь Порайко — чоловік Надії Морозової-Порайко .   
Згодом, ця доля спіткала і Н. Д. Морозову, яку було арештовано в ніч з 13 на 14 вересня 1937 року у власному помешканні .  
Як «член сім'ї зрадника Батьківщини» рішенням особливої наради («трійки») при НКВС СРСР в м. Києві була засуджена до 8 років таборів 4 листопада 1937 року . 
Термін покарання відбула в повному обсязі в одному з таборів Магаданської області.   
З жовтня 1945 року — помічник, а з листопада 1947 по березень 1956 рр. — бухгалтер їдальні № 10 Держхарчторгу Держтресту «Колимснаб» Дальбуду МВС СРСР.  
В 1954 році ініціювала реабілітацію свого чоловіка — колишнього заступника голови РНК УРСР Василя Порайка. 19 червня 1956 року Надія Морозова була реабілітована Військовим трибуналом КВО. 26 березня 1957 року завдяки ухвалі Військової колегії Верховного суду СРСР їй вдалось реабілітувати і свого чоловіка.  
В 1960 році Надія Морозова-Порайко востаннє зверталась з проханням до КДБ у довідці про підтвердження свого проживання у Києві в 1934 — 1937 рр.  
Після 1963 року відомостей про життя Надії Морозової-Порайко немає. Невідомою є доля і її сина — Всеволода Васильовича Порайка (1927 — ?). 

## Праці Н. Д. Морозової
- Морозова Н. Всеукраїнська нарада робітників досвідних установ. Народній учитель. № 25. 23 червня 1925. С. 2.
- Морозова Н. Опытные дет-учреждения соцвоса. Путь Просвещения. 1925. № 5/6. С. 133–134.
- Морозова Н. Досвідні установи соцвиху на Україні. Путь Просвещения. 1925. № 9. С. 134–140.
- Морозова Н. Курси робітників досвідних установ соцвиху. Путь Просвещения. 1925. № 11. С. 265–269.
- Морозова Н. Основні завдання дошкільного виховання в п’ятирічці. Шлях освіти. 1930. № 8. С. 12–13.